# 汪思明
汪思明（1897年—1969年），幼名汪乞食（汪乞呷），台灣歌仔戲劇作家、演員、琴師、音樂指導、作曲家、導演、教育工作者，歌仔戲奠基人，出生於台北市大稻埕，上學后改現名。
汪思明家境貧困，雖未接受日本教育，但學過四年漢文，少時常四處學習曲藝，善彈台灣月琴、大廣弦、殼仔弦和三弦等樂器，熟稔七字仔调會自編曲詞。
在台灣日治時代應邀錄製大量歌仔戲（戲歌）唱片，編作《烏貓烏狗歌》、《臺灣博覽會新歌》、《世間了解新歌》、《狐狸遇妖精》、《廖添丁》等許多詞曲，給歌仔戲開發了許多新唱腔和《運河哭》等新曲調。
汪思明是溫紅塗（又名溫紅土）和陳玉安（又名陳加走，人叫加走、加走先，常被寫成音近的「陳永安」，汪思明也常被寫成音近的「王士名」）的師兄（師侄盧培森回憶），在許多戲班傳授歌仔戲表演藝術，也教歌仔曲唱奏，培養出賽月金、呂柳先等學生。旗下藝員有廖瓊枝、陳美珠（陳阿珠；阿珠，外號「合工工」）、阿裡、亞美、阿鳳、林逢枝等多位。琴師簡永福的爸媽都在汪思明整的戲班；劇團工作，爸爸是鼓師，媽媽阿鳳演唱。
晚年與史惟亮、許常惠相過從，許記譜、出版了他傳唱的〈台北調〉。

## 外部連結
- 台灣行政院文化部國立台灣文學館台灣民間文學歌仔冊資料庫藏陳兆南〈台灣歌仔江湖調的開拓者──汪思明〉電子論文
- 台灣新北市三重區公所網站《三重唱片業戲院影歌星史》電子書，頁177-179〈汪思明〉

1. ↑  . 歌仔戲主題知識網.   [2024-05-07]. （原始内容存档于2024-05-07） （中文）.